# Fnac.net
Fnac.net est un fournisseur d'accès internet créé en mai 1999 par la Fnac puis absorbé par Mageos en octobre 1999.

## Histoire
Le service Fnac.net proposait en France un accès à internet par modem RTC à 56 kb/s ou par Numéris à 64 kb/s.
La Fnac s'appuyait sur le prestataire Internet Télécom pour fournir ce service.
L'abonnement était gratuit et illimité et donnait accès sans supplément à un nombre illimité d'adresses e-mails. L’internaute ne payait que ses communications téléphoniques.
Un service d'hébergement de pages web était également prévu avec un espace de stockage de 25 Mo.
L'assistance technique était optionnelle et facturée au tarif de 45 F/mois. 
En octobre 1999, le groupe PPR, propriétaire de la Fnac, crée Mageos et indique que le service Fnac.net disparaîtra prochainement et que les clients basculeront à terme sur Mageos. 
Il est toujours possible, pour les anciens clients Fnac.net, de consulter leurs e-mails (courriels) sur le portail messagerie de SFR .